# Un jeune homme rebelle

Un jeune homme rebelle est un téléfilm français, coproduction Technisonor et Cosmovision, réalisé par Paul Seban en 1973, adapté de la nouvelle Owen Wingrave de Henry James. Il a été diffusé pour la première fois le 17 avril 1976 sur TF1, dans le cadre de la série Nouvelles d'Henry James dont il est le dernier titre diffusé. Cette série compte également Le Banc de la désolation de Claude Chabrol (le 13 mars 1976), De Grey, aussi de Claude Chabrol (le 20 mars 1976), L'Auteur de Beltraffio de Tony Scott (le 27 mars 1976) et Les Raisons de Georgina de Volker Schlondorff (le 10 avril 1976).

## Synopsis
Scandale, colère, violence : vers 1880, époque victorienne, le jeune Owen Wingrave, héritier d'une longue lignée de soldats, vient d'annoncer à son maître qu'il avait décidé de renoncer au métier des armes de ses ancêtres, et par conséquent de quitter sans délai l'école qui l'y préparait... Owen Windgrave est un garçon d'une grande beauté et cache sous une apparence délicate, une étonnante force intérieure. Pourquoi a-t-il décidé d'abandonner la carrière militaire à laquelle tout, depuis l'enfance, le destinait ? 

## Fiche technique
- Titre : Un jeune homme rebelle
- Producteur exécutif : Philippe Baraduc
- Réalisateur : Paul Seban
- Scénario, adaptation et dialogues : Paul Seban, d’après Henry James
- Directeur de la photographie : Jacques Loiseleux
- Décors : Jacques d'Ovidio
- Musique : Pierre Jansen
- Genre : drame
- Pays  : France
- Durée : 1h00
- Diffusion : 17 avril 1976

## Distribution
- Mathieu Carrière : Owen Wingrave
- Bernard Giraudeau : Lechmere
- Patrick Le Gall : M. Stephenson
- Jean Bossery : M. Wayworth
- Pierre Le Rumeur : M. Coyle
- Danièle Girard : Mme Coyle
- Louise Conte : Melle Wingrave
- Samson Fainsilber : Sir Pillip
- Muriel Catala : Kate
- Raymond de Baecker : John, le valet
- Gérard Hérold : Le pasteur
- Pierre Decazes : l'officier
- Gisèle Bridoux Préville : Mme Julian

## Anecdotes
L'anthologie Nouvelles d'Henry James dans laquelle s'insère Un jeune homme rebelle a été produite par l'ORTF en 1973 mais ne fut diffusée qu'en 1976 à la suite des grands changements survenus lors de l'éclatement de l'ORTF.
Au générique de ce film, on retrouve Régis Wargnier comme responsable régie. Il travaillera également sur les films de l'anthologie réalisés par Claude Chabrol : Le Banc de la désolation et De Grey.
La plupart des prises de vues figurant Paramore, la grande demeure des Wingrave, ont été tournées au Château de Rambures dans la Somme. Le tournage de ces séquences a eu lieu du 5 au 23 novembre 1973.

## DVD et Blu-ray
Fin 2012, INA éditions a édité ce film dans sa collection Les inédits fantastiques, en même temps que La Peau de chagrin de Michel Favart (d'après Honoré de Balzac) et La Métamorphose de Jean-Daniel Verhaeghe d'après Franz Kafka. Un jeune homme rebelle prend place dans un coffret Henry James proposant également La redevance du fantôme de Robert Enrico, Le tour d'écrou de Raymond Rouleau et De Grey de Claude Chabrol.